# Symphonie no 4 de Taneïev
Pour les articles homonymes, voir Symphonie no 4.
La symphonie en ut mineur op. 12 est la quatrième, sur quatre, écrite par Sergueï Taneïev en 1896-1897. 
C'est la seule des quatre symphonies qui a reçu un numéro d'opus. Elle a été créée le 2 avril 1898 à Saint-Pétersbourg.

## Structure
Elle comporte quatre mouvements et dure environ 40 minutes. 
1. Allegro molto , à
2. Adagio, à
3. Scherzo vivace, à
4. Allegro energico molto maestoso, à

## Orchestration
| Nomenclature de la Symphonie no 4                                                                |
| Cordes                                                                                           |
| Premiers violons, seconds violons, altos, violoncelles, contrebasses                             |
| harpe                                                                                            |
| Bois                                                                                             |
| 3 flûtes (la 3e aussi piccolo), 2 hautbois, 3 clarinettes en si bémol, 2 bassons, 1 contrebasson |
| Cuivres                                                                                          |
| 4 cors en fa, 3 trompettes en si bémol, 1 tuba                                                   |
| Percussions                                                                                      |
| Timbales, cymbales, caisse claire, triangle                                                      |